# حلاف الأولي (الهايي)
حلاف الأولي (بالفارسية: حلاف یک) هي قرية وتقع في إيران في قسم الهايي الريفي. يقدر عدد سكانها بـ 1078 نسمة بحسب إحصاء 2016.